# Duckwrth
Duckwrth, pseudonimo di Jared Leonardo Lee (Los Angeles, 13 maggio 1989), è un rapper, cantante e produttore discografico statunitense.

## Biografia
Jared Leonardo Lee nasce a Los Angeles il 13 maggio 1989. Prima di dedicarsi alla carriera musicale, ha studiato graphic design al college.

## Carriera
Duckwrth attira l'attenzione per la prima volta nel 2015, quando pubblica un singolo in collaborazione con The Kickdrums intitolato Nowhere. Nel 2016 pubblica il suo primo album in studio, I'm Uugly. Alla fine del 2017 pubblica An Xtra Ugly Mixtape, il primo disco sotto la Republic Records. Nel 2019 esce l'EP The Falling Man e nel 2020 pubblica il suo secondo album in studio, intitolato SuperGood.
Successivamente, nel 2021 e nel 2022, pubblica rispettivamente gli EP SG8, un progetto incentrato su paesaggi sonori, e Chrome Bull, un progetto orientato principalmente sulla danza. Entrambi i dischi sono stati messi in vendita sotto la sua etichetta personale, la SuperGood Creative Sounds.

## Discografia

### Album in studio
- 2016 – I'm Uugly
- 2020 – SuperGood

### Mixtape
- 2012 – Ducktape
- 2014 – Taxfree V. 1
- 2015 – Nowhere (con The Kickdrums)
- 2017 – An Xtra Ugly Mixtape

### EP
- 2019 – The Falling Man
- 2021 – SG8
- 2022 – Chrome Bull

### Singoli

#### Come artista principale
- 2014 – Super Soaker (con The Kickdrums)
- 2015 – Indica la Roux (con The Kickdrums feat. Miloh Smith)
- 2015 – Naruto (con The Kickdrums)
- 2015 – Psycho (con The Kickdrums)
- 2016 – Curtis Maypush (con Ru AREYOU)
- 2016 – Get Uugly (feat. Georgia Anne Muldrow)
- 2016 – Rare Panther/Beach House
- 2017 – I'm Dead (feat. Sabrina Claudio)
- 2017 – Bernal Heights
- 2017 – Michuul.
- 2018 – Tamagotchi
- 2018 – Boy
- 2018 – Fall Back
- 2018 – Soprano
- 2018 – Start a Riot (con Shaboozey)
- 2019 – Unstatus Quo
- 2019 – Nobody Falls (feat. Kiana Ledé e Terrace Martin)
- 2019 – Crush
- 2019 – GIANTS (con True Damage, Becky G, Keke Palmer, Jeon So-yeon e Thutmose)
- 2020 – Find a Way (feat. Alex Mali, Radio Ahlee e Bayli)
- 2020 – Coming Closer (feat. G.L.A.M. e Julia Romana)
- 2020 – Quick (feat. Kian)
- 2021 – Kiss U Right Now
- 2021 – Birthday Suit (feat. Rayana Jay)
- 2021 – Make U Go
- 2021 – 4K (feat. Phabo)
- 2021 – Settle the Score (con Cordae)
- 2022 – Power Power (feat. Shaun Ross)
- 2022 – Ce Soir (feat. Syd)
- 2022 – Beg (feat. Clay)
- 2023 – Big Bewts/Vertigo

#### In collaborazione
- 2018 – U.G.L.Y (Miyavi feat. Duckwrth)
- 2018 – Sad and Bored (Bülow feat. Duckwrth)
- 2018 – Bigbright (Golden Vessel feat. Eikkle, E^ST e Duckwrth)
- 2019 – Supposed to Be (Louis Futon feat. Duckwrth e Baegod)
- 2019 – Good Girls (August 08 feat. Duckwrth)
- 2019 – Love Me Like (Rayana Jay feat. Duckwrth)
- 2020 – Play Too Much (Kyle Dion feat. Umi e Duckwrth)
- 2020 – Work (Nez feat. Duckwrth e Saint Bodhi)
- 2021 – High Hopes (Pulko feat. Sad Alex e Duckwrth)
- 2021 – Specific (TeaMarr feta. Duckwrth)
- 2021 – Fav Flav (Dua Saleh feat. Duckwrth)
- 2022 – Favorite (Ru AREYOU feat. Duckwrth)
- 2022 – Pieces (Arlissa feat. Duckwrth)
- 2022 – All Around The World (Snakehips feat. Duckwrth)
- 2023 – Can't Fake What You Feel (Jordan Hawkins feat. Duckwrth)
- 2024 – Say Less (Max feat. Duckwrth)